# Jakarta-Est
Jakarta Est (indonésien : Jakarta Timur) est une des cinq kota (municipalités) qui forment Jakarta, la capitale de l'Indonésie. Sa population était de 898 883 habitants d'après le recensement national de 2010.

## Kecamatan(districts)
Jakarta Est est limitrophe des municipalités de Jakarta Centre à l'ouest, de Jakarta Nord au nord, du kabupaten de Bekasi à l'est et de la kota de Depok au sud. Elle est divisée en dix kecamatan (districts) :
- Cakung,
- Cipayung,
- Ciracas,
- Duren Sawit,
- Jatinegara,
- Kramat Jati,
- Makasar,
- Matraman,
- Pasar Rebo,
- Pulo Gadung.

## Galerie

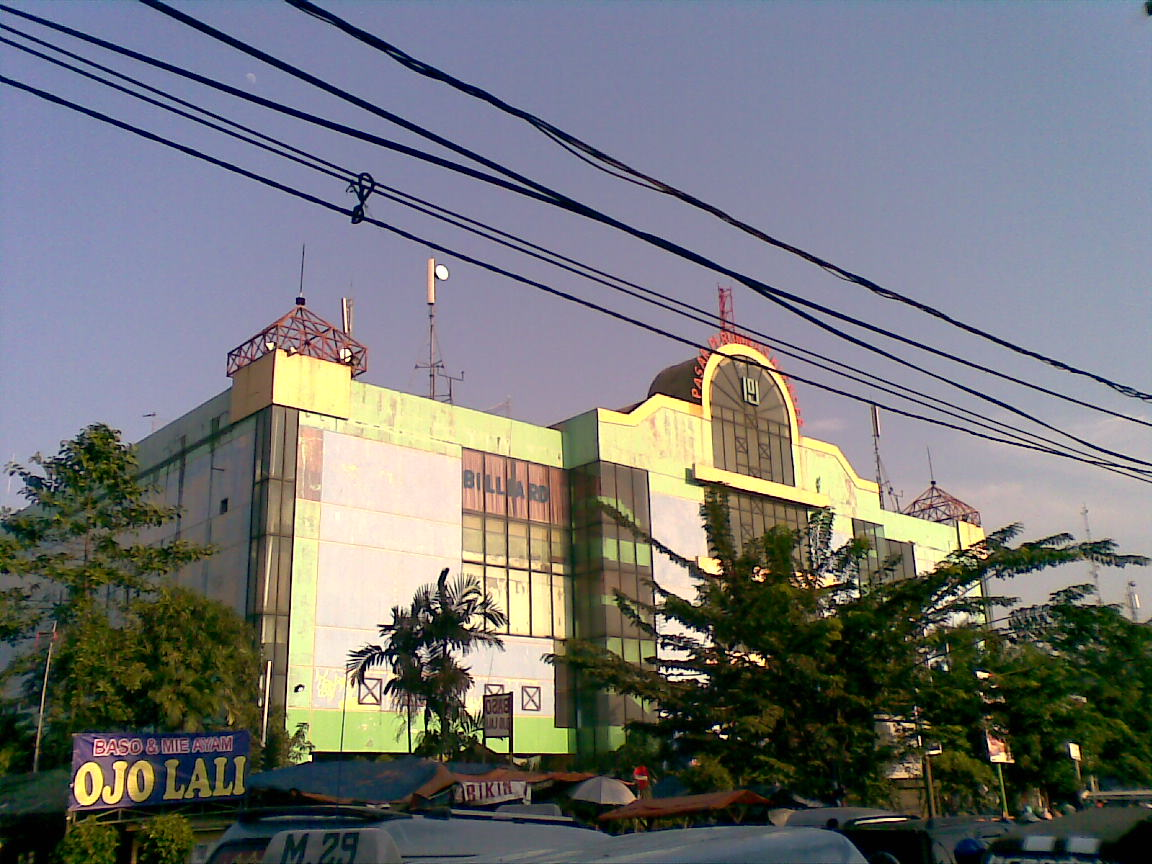
Le marché de Klender à Duren Sawit
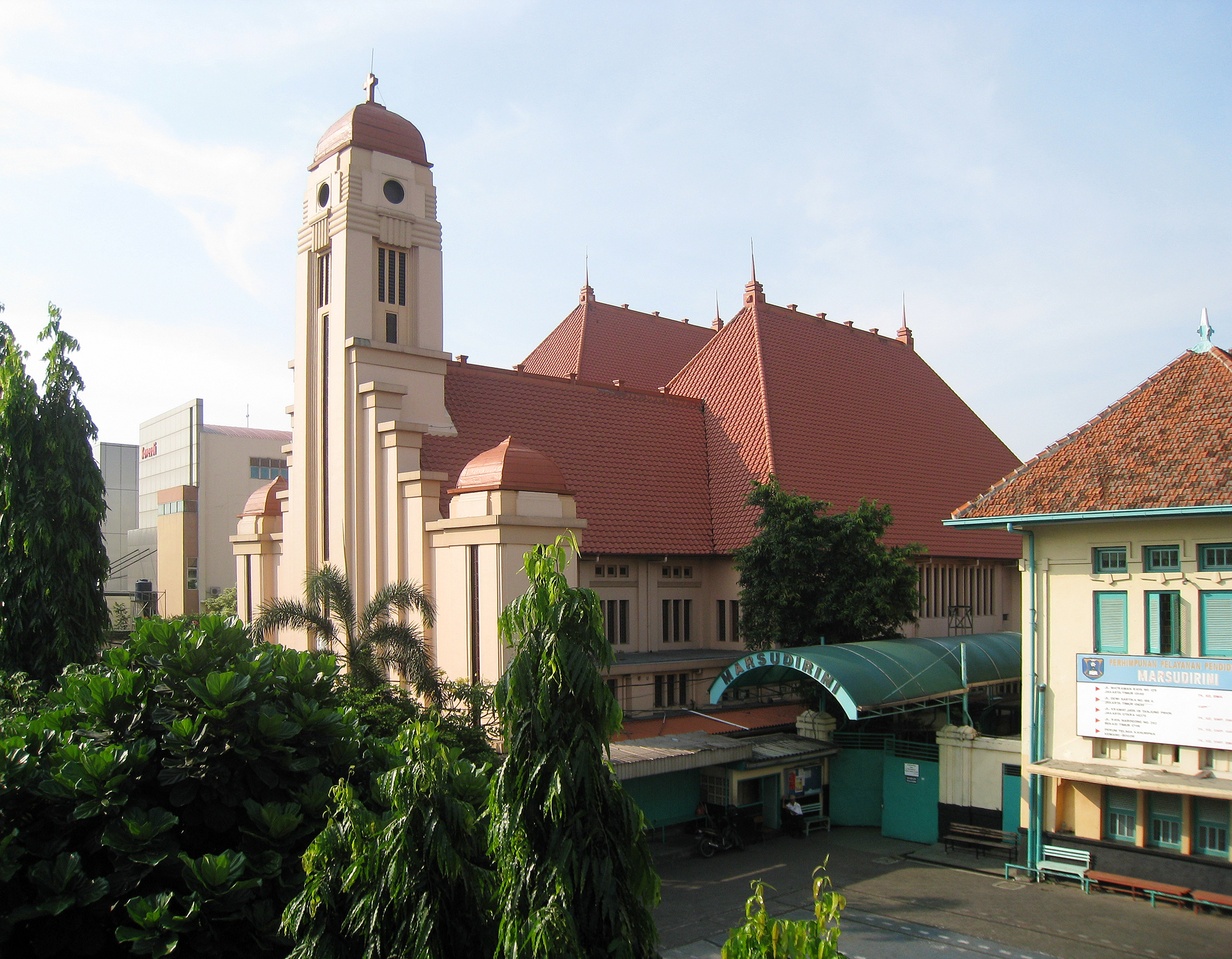
L'église Saint-Joseph à Jatinegara
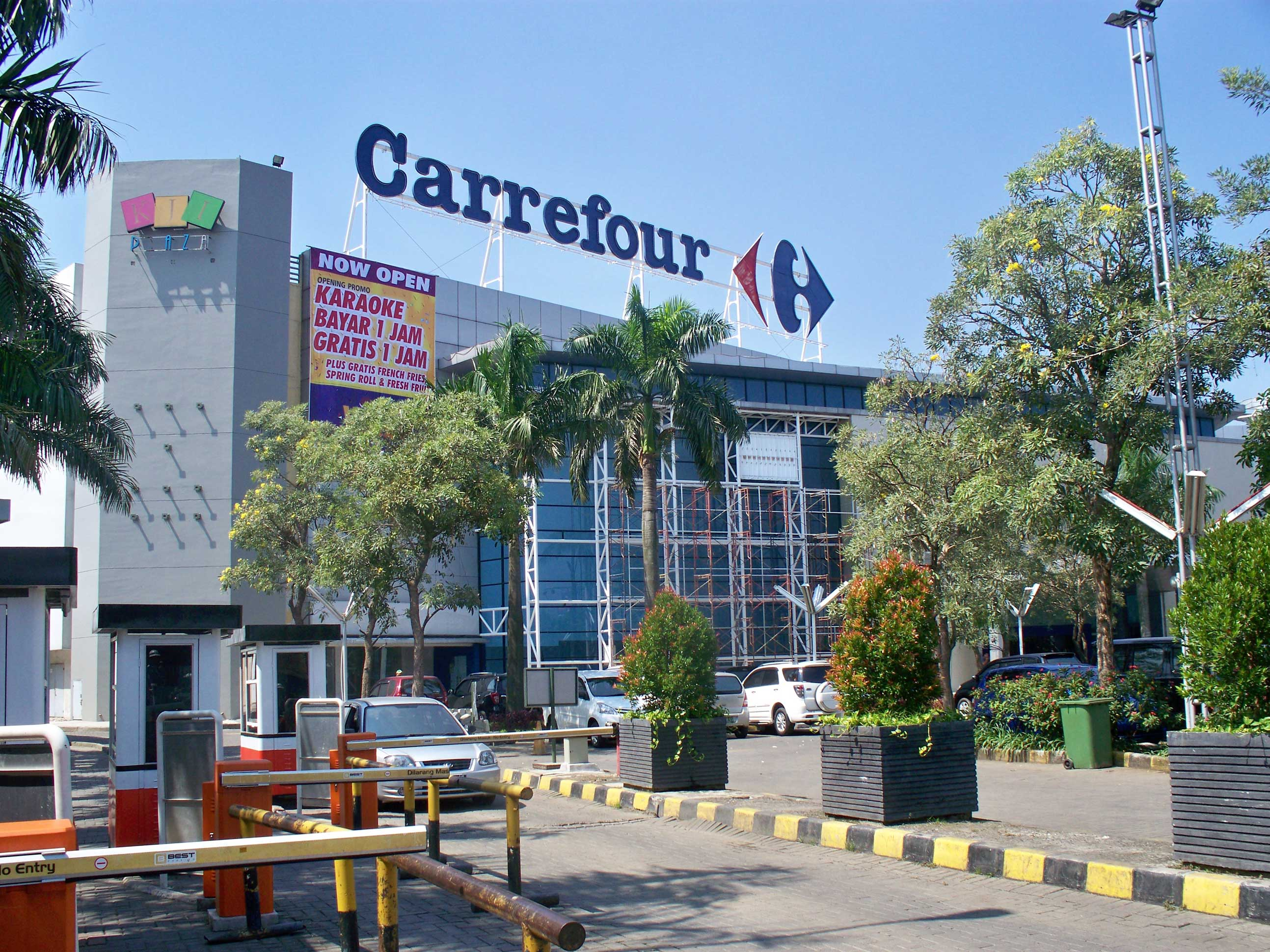
Le magasin "Carrefour" de Kramat Jati